# دومينيك راكه
دومينيك راكه (بالألمانية: Dominic Raacke )‏ (و. 1958  م) هو كاتب سيناريو، وممثل أفلام ألماني، ولد في هاناو.

## وصلات خارجية
- دومينيك راكه على موقع IMDb (الإنجليزية)
- دومينيك راكه على موقع مونزينجر (الألمانية)
- دومينيك راكه على موقع ألو سيني (الفرنسية)
- دومينيك راكه على موقع ميوزك برينز (الإنجليزية)
- دومينيك راكه على موقع أول موفي (الإنجليزية)
- دومينيك راكه على موقع قاعدة بيانات الأفلام السويدية (السويدية)
- دومينيك راكه على موقع ديسكوغز (الإنجليزية)
- دومينيك راكه على موقع قاعدة بيانات الفيلم (الإنجليزية)
- دومينيك راكه على موقع كينوبويسك (الروسية)